# Одноцветный мадагаскарский пастушок
Одноцветный мадагаскарский пастушок (лат. Mesitornis unicolor) — вид птиц семейства мадагаскарских петушков. Эндемик Мадагаскара.
Вид мозаично распространён во влажных вечнозелёных лесах вдоль восточного побережья острова от национального парка Марудзедзи на юг до города Толанаро.
Птица среднего размера, длиной до 30 см и весом до 150 г. Оба пола имеют почти одноцветную коричневую окраску. Голова может иметь розовый оттенок. Горло от беловатого до рыжего цвета. От глаз к бокам шеи простирается белая полоса. Клюв узкий, прямой. Верхняя часть клюва тёмно-коричневая, нижняя — жёлтая, у основания коричневая. Большие глаза коричневые, ноги зелёно-бурые.
Период размножения длится в сезон дождей с конца ноября по декабрь. Плоское гнездо строится на высоте от одного до двух метров в ответвлениях ветвей наклонных деревьев. Она построенное из веточек и устлано травой. В кладке 1-3 яйца. Яйца насиживают самка. Птенцы красновато-коричневые.
О питании птиц мало что известно. Питается мелкими беспозвоночными и семенами. Желудок пойманной птицы содержал улиток, пауков, тараканов, жуков (листоедов, долгоносиков, щелкунов, пластинчатоусых) и муравьёв. В поисках пищи птицы медленно передвигаются по пологу леса парами или втроём.